# Risco (jogo)
Risco é um jogo de tabuleiro e de estratégia, produzido pela Parker Brothers (actualmente uma subsidiária da Hasbro). Foi inventado pelo realizador de cinema francês Albert Lamorisse e foi inicialmente lançado em 1957, como La Conquête du Monde ("A Conquista do Mundo"), em Francês. 

## Regras
Uma partida de Risk tem de 3 a 5 jogadores, decorrendo num tabuleiro representando um mapa politico do mundo, dividido em 42 territórios agrupados em 6 continentes. Os jogadores capturam territórios uns dos outros jogando dados e obtendo uma pontuação mais elevada. Vence quem conquistar três objetivos do jogo. Estes objetivos são divididos entre principais e secundários (os objetivos principais tem uma dificuldade mais elevada). Há também a opção de dominação mundial, ou seja, vence o jogador que conquistar todos os territórios.

## Versões
No mercado americano conta com muitas versões temáticas - por exemplo: versão Guerra nas Estrelas, outra ambientada apenas na Europa, uma versão ambientada em 2210, uma outra durante as Guerras Napoleônicas, e uma ainda que envolve batalhas em uma Europa mitológica, com o Reino de Atlântida e o Hades, dentre outras versões.
Em Portugal, o jogo foi introduzido como Risco, e atualmente é comercializado pela Hasbro com o nome em inglês. No Brasil é comercializado um jogo muito semelhante chamado War.